# Tonganoxie, Kansas
Tonganoxie, Kansas (енгл. Tonganoxie) град је у америчкој савезној држави Канзас.

## Демографија
По попису из 2010. године број становника је 4.996, што је 2.268 (83,1%) становника више него 2000. године.
| Група             | 2000.         | 2010.         |
| Белци             | 2.556 (93,7%) | 4.628 (92,6%) |
| Афроамериканци    | 32 (1,2%)     | 52 (1,0%)     |
| Азијати           | 10 (0,4%)     | 18 (0,4%)     |
| Хиспаноамериканци | 62 (2,3%)     | 191 (3,8%)    |
| Укупно            | 2.728         | 4.996         |